# Demografía de Kuwait

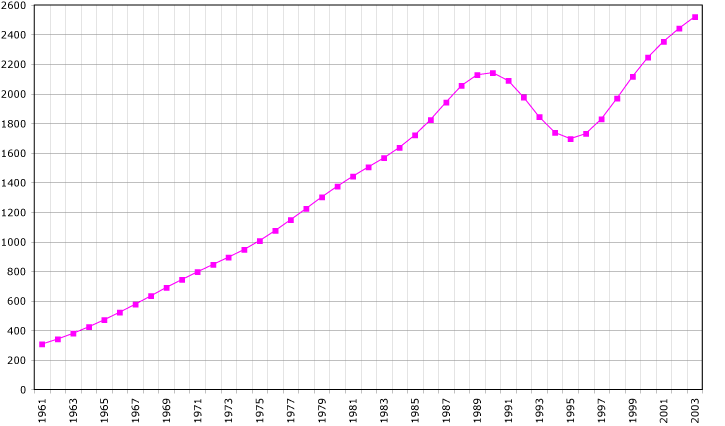
Gráfica de información demográfica de población en Kuwait 1961-2003.

En este artículo se refiere a la 'demografía las características de la red de la población de Kuwait', se incluye densidad de población, grupo étnico, nivel de educación, salud de la población, situación económica, religiosa y otros aspectos de la población.
Aproximadamente el 96% Kuwait de la población Kuwait está urbanizada, mientras que el 4% son nómadas o seminómadas. En Estado de Kuwait, la población actual se estima en aproximadamente 3 a 3 500 000 personas, entre locales y extranjeros. Aproximadamente 1 millón (o casi un tercio) de la población de Kuwait es local, con 2-2,5 millones de residentes registrados como los extranjeros y los no locales. Se estima que uno de cada 3-4 personas en Kuwait son de la ciudadanía kuwaití.
En 2009, más de 580.000 personas de la India vivía en Kuwait convirtiéndose en la comunidad más grande de expatriados, un microcosmos de la India en el corazón de la rica en petróleo Kuwait. El resto de la población extranjera se compone principalmente de egipcios, bangladesíes, pakistaníes, filipinos y esrilanqueses no residentes. Otros extranjeros integrados por comunidades de Europa, Norteamérica y Noreste de Asia, pero estos últimos son insignificantes en número.
En cuanto a la población en general de Kuwait, el 60-65% son árabes (incluyendo Kuwaitíes y los árabes no kuwaitíes), son un 30-35% de Asia (en su mayoría del subcontinente indio y la meseta de Irán), y el 10.5% son significados como "otros". "Otros" incluye principalmente los africanos (Negro), Asia Oriental, europeo.
Los no árabes (africanos, persas, asiáticos, europeos y otras poblaciones negras o blancas) en general son socialmente clasificados como "Ajam". "Ajam" es un término para describir a un no-árabe.
Racialmente hablando, los kuwaitíes son descritos por lo general, de color blanco o moreno. Sin embargo el gobierno no incluye esta base de datos. La identificación de civiles no tienen ninguna forma de discriminación racial / étnica identidades. Los kuwaitíes se identifican como árabes a sí mismos, porque Kuwait es un país árabe por la constitución. Una vez dicho esto, no todos los kuwaitíes son de origen árabe. Algunos kuwaitíes son originarios de Persia y otros países no árabes, sin embargo, fueron asimilados por los árabes de Kuwait tras la adquisición de la ciudadanía y por lo tanto arabizados. Por lo tanto, mientras que algunos kuwaitíes originalmente se remontan a origen árabe (concretamente, la Nechd o la zona de Irak), otros kuwaitíes se pueden rastrear de nuevo a Irán, su país y a pocos grupos de origen no-árabes.
Los kuwaitíes son en su mayoría musulmanes, aunque hay algunos cristianos o ateos. 85% de la población de Kuwait es musulmana (70% suníes, chiitas 30%) y el 15% es otra religión (incluye cristianos, hindúes, parsis). No suele haber problemas de convivencia entre religiones. La tasa de alfabetización es de 93%, una de las mayores del mundo árabe, es tiene apoyo gubernamental para el sistema educativo. La educación escolar pública, incluida la Universidad de Kuwait, es libre, pero el acceso está restringido para los residentes extranjeros. El Gobierno envía a estudiantes calificados en el extranjero para los grados no se ofrece en la Universidad de Kuwait. 
La lengua oficial de Kuwait es el árabe, aunque sólo aproximadamente la mitad del país habla el idioma principalmente. La mayoría de los extranjeros hablan Hindi, urdu, filipino o bengalí. La mayoría de los kuwaitíes son bilingües también en que hablan más de un idioma. Por ejemplo inglés, persa, etc.
Numerosos casos de Kuwait tiene inmigración ilegal, que se cree que hay al menos 10.000 a 15.000 inmigrantes ilegales en el país.[cita requerida] Estos inmigrantes no fueron deportados a sus países de origen después de que sus contratos expiraran. La población de inmigrantes ilegales se incrementa en 5.000 personas cada año. Es una tarea difícil deportar o la captura de los ciudadanos. La última solución sería la de naturalizarse, pero en este caso afectaría a los datos demográficos de Kuwait, de manera significativa.
Otras dificultades de la población se encuentran en Kuwait involucra a las personas apátridas que pretenden residencia de Kuwait. Los críticos argumentan que estas personas emigraron de Irak y Arabia Saudita después de la bonanza económica de Kuwait. Desde que el nivel de vida aumentó en Kuwait, muchos han inmigrado al país. La mayoría de las personas son árabes apátridas, y se puede contar hasta 100.000 personas. Algunos son lentamente naturalizados a través de diferentes procesos legislativos, lo cual en definitiva aumenta la población árabe del pueblo kuwaití. La mayoría obtienen la nacionalidad kuwaití al casarse con la mujer. 30-35% de los hombres apátridas en la edad adulta (capaz de estado civil) se han casado con mujeres de Kuwait, y este número va en aumento.
Algunas personas fomentan la asimilación de ilegales y los apátridas.
| Religión   | Hombres 1975 (1980) | Mujeres 1975 (1980) | Total 1975 (1980)   |
| ---------- | ------------------- | ------------------- | ------------------- |
| Cristianos | 22,711 (51,354)     | 22,007 (35,728)     | 44,718 (87,082)     |
| Musulmanes | 517,808 (702,992)   | 426,973 (539,716)   | 944,781 (1,242,708) |
| Otros      | 3,249 (22,293)      | 2,089 (5,869)       | 5,338 (28,162)      |
| Total      | 543,768 (776,639)   | 451,069 (581,313)   | 994,837 (1,357,952) |

## Pirámide de edad
- 0–14 años: 25.8% (hombres 348,816; mujeres 321,565)
- 15–64 años: 72.2% (hombres 1,153,433; mujeres 720,392)
- 65 años o más: 2% (hombres 25,443; mujeres 25,979) (2011 est.)

## Tasa de crecimiento poblacional
- 1.986% (2011 est.)

## Tasa de natalidad
- 21.32 nacimientos/1,000 personas (2011 est.)

## Tasa de mortalidad
- 2.11 muertes/1,000 personas (2011 est.)

## Tasa neta de migración
- 0.65 inmigrante(s)/1,000 población (2011 est.)

## Tasa de por género
- Al nacer: 1.047 hombre(s)/mujer
- menos de 15 años: 1.04 hombre(s)/mujer
- 15–64 años: 1.79 hombre(s)/mujer
- 65 años o más: 1.65 hombre(s)/mujer
- total población: 1.54 hombre(s)/mujer (2011 est.)

## Tasa de mortalidad infantil
- 8.07 muertes/1,000 nacimientos (2011 est.)

## Esperanza de vida al nacer
- población total: 77.09 años
- hombre: 75.95 años
- mujer: 78.3 años (2011 est.)

## Tasa total de fertilidad
- 2.64 niños nacidos/mujer (2011 est.)

## Gentilicio
- noun: Kuwaití(es)

## Grupos étnicos (por nacionalidad)
- Kuwaití 45%
- Otras naciones árabes 35%
- Sur de Asia 9%
- Iraníes 4%
- Otros 7%

## Religiones
- Musulmanes 85% (Sunnies 70%, Chiitas 30%) otros 15%.

## Idiomas
- Árabe (official)
- Inglés ampliamente hablado
- Baluchi
- Urdu
- Bengalí
- Malayo
- Otros idiomas son ampliamente hablados por la numerosa población de sureste asiático.

## Alfabetismo
- definición: Toda persona mayor a 15 años que pueda leer y escribir
- Del total de la población: 93.3%

- Datos: Q2604863
- Multimedia: Demographics of Kuwait / Q2604863